# Герреро, Хосе Густаво
Хосе Густаво Герреро (исп. José Gustavo Guerrero) (26 июня 1876, Сан-Сальвадор — 25 октября 1958, Ницца) — сальвадорский юрист и дипломат. Последний Председатель Постоянной палаты международного правосудия, первый Председатель Международного суда ООН.

## Биография
Первоначально изучал право в Национальном университете Сальвадора. После того, как вместе с другом и сокурсником издал газету, содержавшую критические замечания в адрес правительства, под угрозой ареста эмигрировал в Гватемалу, где продолжил обучение в университете Сан-Карлоса. Окончив в 1898 году университет, вернулся в Сальвадор. Вскоре был назначен консулом в Бордо, затем временным поверенным в делах в Италии. Был Чрезвычайным и Полномочным послом в Париже, Мадриде, Риме и Ватикане.
С 1927 по 1928 год занимал пост министра иностранных дел. В 1929 году его избрали председателем 10-й Ассамблеи Лиги Наций в Женеве.
В 1931 стал вице-Председателем Постоянной палаты международного правосудия в Гааге, затем, в 1936 году, был избран на пост Председателя Палаты. Хотя его деятельность была прервана нацистской оккупацией, на этом посту он оставался вплоть до 1946 года, когда Палата была распущена, и вместо неё был учреждён Международный суд ООН.
В 1946 году  Международный суд ООН, собравшись на первое заседание, избрал Герреро своим Председателем. Этот пост Герреро занимал до 1949 года. Затем, с 1949 по 1955 был вице-Председателем, а с 1955 года до своей смерти в 1956 году — судьёй Международного суда.
В 1948 и 1949 гг. был номинирован на Нобелевскую премию мира.

## Награды
- Национальный орден Хосе Матиас Дельгадо (исп.  Orden Nacional José Matías Delgado );
- Кавалер ордена Почётного легиона.

## Память
- Имя Герреро носит "Медаль за дипломатические заслуги «Доктор Хосе Густаво Герреро»" (исп.  Medalla al Mérito Diplomático «Dr. José Gustavo Guerrero»);
- Имя Герреро присвоено библиотеке Министерства иностранных дел Сальвадора[6].